# فرانك ميرفي
ويليام فرانسيس «فرانك» ميرفي (بالإنجليزية: Frank Murphy) (13 أبريل 1890 - 19 يوليو 1949) هو سياسي وقانوني من ولاية ميشيغان الأمريكية. تم تعيينه في المحكمة العليا للولايات المتحدة في عام 1940 بعد مسسيرة سياسية شملت توليه منصب حاكم ميشيغان وعمدة ديترويت. كما شغل منصب الحاكم العام الأخير لجزر الفلبين وأول مفوض سام في الفلبين.
ولد مورفي في مقاطعة هورون بولاية ميشيغان، وتخرج من كلية الحقوق بجامعة ميشيغان في عام 1914. وخدم في جيش الولايات المتحدة خلال الحرب العالمية الأولى، ثم عمل كمحام فيدرالي وقاض في المحكمة. شغل منصب عمدة ديترويت من 1930 إلى 1933 ثم قبل تعيينه حاكما عاما للجزر الفلبينية. وقد هزم الجمهوري فرانك فيتزجيرالد في انتخابات حاكم ولاية ميشيغان عام 1936، وخدم فترة ولاية واحدة في هذا المنصب. خسر ميرفي إعادة انتخابه أمام فيتزجيرالد في عام 1938 وقبل تعيينه لمنصب نائب عام الولايات المتحدة في العام التالي.
وفي عام 1940 عينه الرئيس فرانكلين روزفلت للمحكمة العليا لملء الفراغ بعد وفاة بيرس بتلر. خدم ميرفي في المحكمة من عام 1940 حتى وفاته في عام 1949، وخلفه توم سي كلارك. ساند ميرفي رأي الأغلبية في قضية سيك ضد دبليو جيه هوي، وكتب رأيا مخالفا في قضية كوريماتسو ضد الولايات المتحدة.

## أولى سنوات حياته
وُلد مورفي في مدينة هاربور بيتش (التي كانت تُعرف باسم ساند بيتش) في ولاية ميشيغان الأمريكية في عام 1890. ربّاه والداه الإيرلنديين، جون تي مورفي وماري برينان، تربيةً دينية كاثوليكية. سار مورفي على خطى والده جون تي من خلال انخراطه في سلك المحاماة. التحق مورفي بكلية الحقوق بجامعة ميشيغان، وتخرج منها بدرجة البكالوريوس في عام 1912، وحصل على الإجازة في القانون في عام 1914. أصبح، في عام 1914، عضوًا في أخوية سيغما شي الدولي وفي جمعية ميشيغاما.
حصل مورفي على قبول في نقابة المحامين بولاية ميشيغان في عام 1914، وعمل بعدها، لمدة ثلاث سنوات، في مكتب محاماة في مدينة ديترويت. خدم بعدها مع قوات المشاة الأمريكية في أوروبا خلال الحرب العالمية الأولى، وحصل على رتبة نقيب في جيش الاحتلال في ألمانيا، قبل أن يترك الخدمة في عام 1919. بعدها، بقي مورفي خارج البلاد بهدف متابعة دراساته العليا.
كان مشروع تخرجه في جمعية معالي لنكولن الشرفية لنقابة المحامين وفي كلية الثالوث في دبلن، مبنيًا على فلسفته القضائية. طور مورفي تقييمًا خاصًا للقضايا اعتمادًا على مفاهيمه الأكثرِ شموليةً للعدالة وبشكل بعيد عن الحجج القانونية التقنية. سخر أحد المعلقين من عمل مورفي اللاحق في المحكمة العليا، فقال: «لقد تراجعت العدالة في عهد مورفي». 

## حياته المهنية

### عمله كمدعٍ عام للولايات المتحدة في المنطقة الشرقية من ميشيغان بين عامي 1919 – 1922
عُين مورفي أول مدعٍ عام مساعد للولايات المتحدة عن المنطقة الشرقية من ميشيغان، وأدى اليمين الدستورية في 9 أغسطس من عام 1919، وكان واحدًا من بين ثلاثة محامين مساعدين في مكتب المدعي العام.
كان عبء العمل في مكتب المدعي العام، عندما بدأ مورفي حياته المهنية كمحامٍ فيدرالي، يتزايد بشكل مطرد، ويرجع ذلك بشكل أساسي إلى عدد المحاكمات الناتجة عن تطبيق قانون منع الكحول في الولايات المتحدة الأمريكية. يعود الفضل في نجاح الحكومة في أغلب مرافعات الإدانة في المنطقة الشرقية، بشكل جزئي، إلى فرانك مورفي الذي تمكن من الفوز في جميع القضايا ما عدا واحدة. مارس مورفي مهنة المحاماة الخاصة بشكل محدود بينما كان لايزال محاميًا فيدراليًا، واستقال من منصب المدعي العام الأمريكي في 1 مارس من عام 1922. حصل مورفي على العديد من العروض للانضمام إلى مكاتب محاماة خاصة، إلا أنه قرر أن ينشئ شركة محاماة مع إدوارد حي كيمب في ديترويت.

### عمله في محكمة التسجيل
ترشح فرانك مورفي لكونجرس الولايات المتحدة الأمريكية في عام 1920 عن الحزب الديموقراطي، لكنه لم يتمكن من الفوز بالانتخابات، إذ اجتاح الجمهوريون المقاعد الخاصة بولاية ميشيغان ، إلا أنه استغل سمعته القانونية وعلاقاته المتزايدة مع السياسيين للفوز بأحد مقاعد محكمة ديترويت الجنائية. في عام 1923، انتُخب مورفي قاضيًا غير حزبيٍ في محكمة التسجيل، وتمكن من تسجيل أعلى عدد من الناخبين لقاضٍ في ديترويت على الإطلاق، وتولى منصبه في 1 يناير من عام 1924، وخدم فيه لسبع سنوات خلال الفترة التي نفذ فيها قانون حظر الكحوليات في الولايات المتحدة.

## التعليم
تعلم في كلية الثالوث (دبلن)، وجامعة ميشيغان.

## روابط خارجية
- فرانك ميرفي على موقع الموسوعة البريطانية (الإنجليزية)
- فرانك ميرفي على موقع إن إن دي بي (الإنجليزية)